# 小此木真三郎
小此木 真三郎（おこのぎ しんざぶろう、1912年1月30日 - 1994年8月9日）は、西洋史学者。美術界のパトロンとして知られる久保貞次郎の弟。
栃木県足利市の金物店の三男として生まれる。1934年東京帝国大学文学部西洋史学科卒。羽仁五郎に師事。卒業後会社員となり、1938年に兄の欧米視察に同行。1941年応召、即日帰郷。文化学院講師、世界経済調査会嘱託、1952年静岡大学文理学部助教授、1959年法経学部教授、1975年定年退官、名誉教授、日本福祉大学教授。1982年退職。

## 著書
単著
- 『ヨウロッパ帝国主義の成立』三一書房、1948年
- 『ファシズムの誕生』青木書店〈青木文庫〉、1951年
- 『帝国主義とファシズム』青木書店、1971年
- 『サヨナラ!アート・スミス』小此木真三郎先生退官記念事業会、1975年
- 『フレームアップ アメリカをゆるがした四大事件』岩波書店〈岩波新書〉、1983年

共編
- 『ピイタア・ブリウゲル画集 第1』久保貞次郎共編 春鳥会、1942年

翻訳
- ホーマア・レイン『親と教師に語る 子供の世界とその導きかた』日本評論社、1949年